# Auguste Lançon
Pour les articles homonymes, voir Lançon.
Auguste Lançon, dit aussi André Lançon, né à Saint-Claude (Jura) le 16 décembre 1836 et mort à Paris (15e arrondissement) le 13 avril 1885, est un peintre, graveur et sculpteur français. 

## Biographie

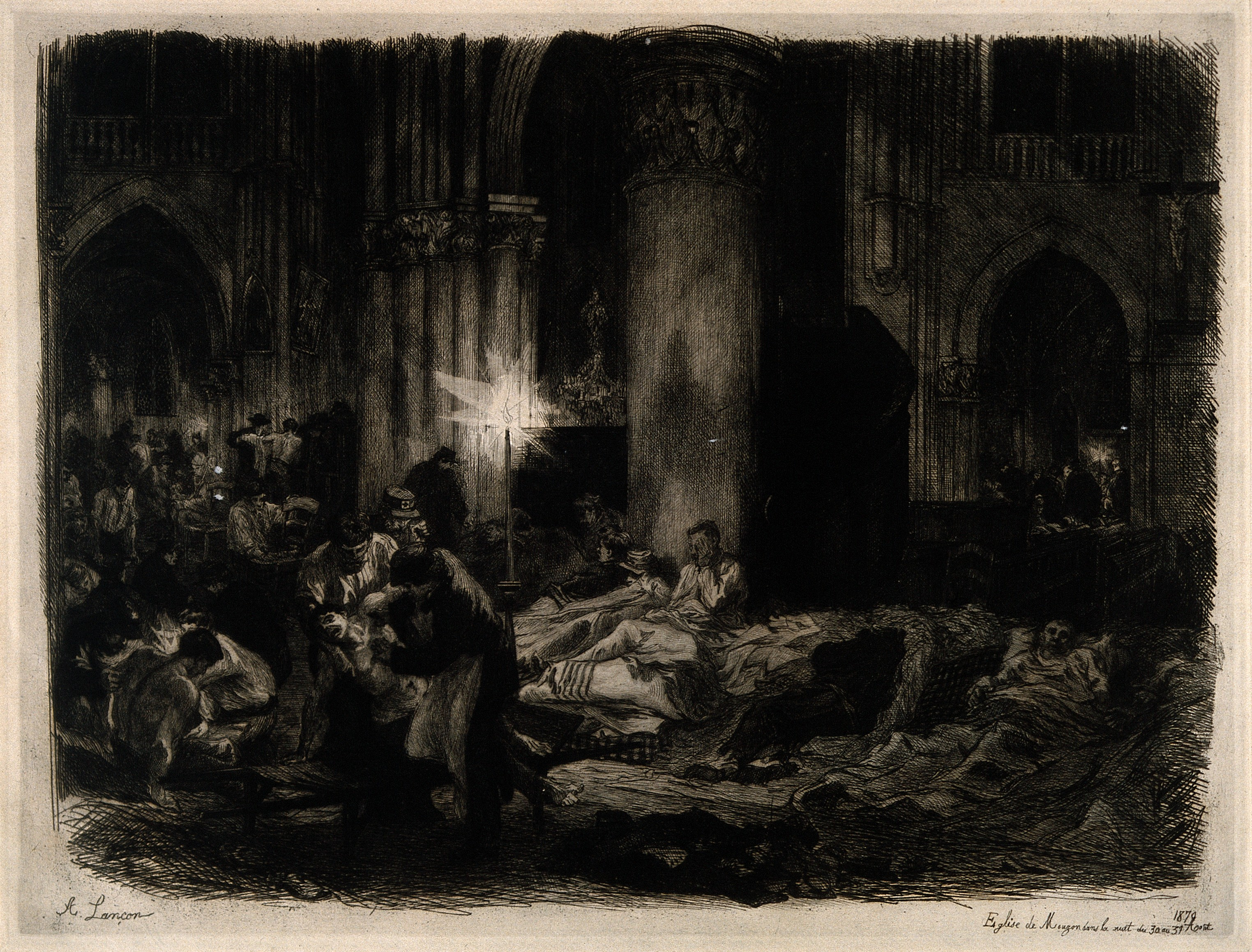
Guerre franco-prussienne : soldats blessés soignés dans l'église de Mouzon (1870), eau-forte.

Auguste Lançon est né à Saint-Claude (Jura) le 16 décembre 1836. Il est le fils d'un menuisier, Pierre Simon Lançon, et d'Amélie Lacroix. Il a un frère aîné, Aimé. La famille habite au 3, rue du Collège. Il étudie à l'École des beaux-arts de Lyon et finit ses études à Paris. Il devient sculpteur animalier par admiration pour les œuvres d'Antoine-Louis Barye. Lançon expose ses œuvres à Paris au Salon de 1861 à 1870.
Pendant la guerre franco-allemande de 1870, il est sergent d'un bataillon. Lié à la Commune de Paris, il est emprisonné pendant six mois. Après avoir d'abord utilisé le prénom d'André, il le change à sa libération pour reprendre son prénom de naissance, Auguste. Il devient peintre militaire et participe à la guerre des Balkans en 1877. Il a gravé plusieurs eaux-fortes montrant des scènes de guerre dont il avait été témoin, notamment pour un essai d'Eugène Véron (1876) et pour L'Eau forte en…, six gravures (1874-1881) chez Alfred Cadart.
Auguste Lançon, demeurant célibataire au 68, rue Vandamme, meurt le 13 avril 1885 au 151, rue de Sèvres dans le 15e arrondissement. Souffrant de diabète, il s’était fait transporter à l'hôpital Necker. Il est inhumé à Paris au cimetière du Montparnasse  (26e division). 
En 1893, la rue Auguste-Lançon du 13e arrondissement de Paris prend son nom en hommage. Son atelier d'artiste, conservé en l'état, est visible dans sa maison natale à Saint-Claude au 3, rue du Collège.

## Œuvres dans les collections publiques
- Nemours, Château-Musée : Lionne assise, 1875, eau-forte sur papier vergé. Don de Loÿs Delteil en mai 1907[6].
- Sceaux, musée du Domaine départemental de Sceaux : Guerre de 1870, l'hiver à Bagneux, eau-forte sur papier vergé.